# Santa Maria del Vilar (Castellbell i el Vilar)
|  | Per al priorat rossellonès, vegeu Santa Maria del Vilar (Vilallonga dels Monts). |

Santa Maria del Vilar és l'església del poble del Vilar, al municipi de Castellbell i el Vilar (Bages), protegida com a bé cultural d'interès local.

## Descripció
És una església d'una única nau amb quatre capelles laterals per banda. Està coberta amb volta de totxo, reforçada per cinc arcs faixons que es recolzen sobre quatre pilastres, que per altra part han definit les capelles esmentades.
A la part superior del mur de la nau hi ha 10 finestres tapiades. L'únic punt de llum és un ull de bou situat a la façana d'accés. Sota les finestres hi ha una motllura de guix que recorre tota la nau. Completen la decoració sis motllures adossades al sostre, un retaule de marbre darrere l'altar, una sèrie d'escultures situades en els capelles i la pintura de temàtica floral-sanefistica de les parets de l'església. Al costat oest hi ha la capella fonda i a l'oposat la sagristia i un original campanar obrat en part amb totxo. La porta presenta un arc escarser. L'aparell és força irregular.

## Història
El lloc del Vilar és documentat des del 1294, mentre que l'església és esmentada el 1047 i el 1057 amb el nom de Santa Mª de Castellbell, i el 1294 amb el de St. Mª del Vilario de Castellbell.
Es creu que almenys al segle xiii degué tenir categoria de parròquia. El 1685, malgrat que el rector encara vivia al Vilar, l'església era només surgagània. El 1859 fou feta definitivament parròquia. El 1793 fou ampliada, així com el 1888. Cap al 1910 s'hi edificà un campanar.